# Glee: The Music, Volume 1
Glee: The Music, Volume 1 er debut-soundtrack-album af castet bog den musikalske tv-serie Glee, vises på Fox i USA. Den er udstyret med coverversioner fra de første ni episoder af første sæson , og blev udgivet den 2. november 2009 af Columbia Records og 20th Century Fox Television Records.
Albummet modtog blandede anmeldelser fra kritikerne, med mange store roser for ensemble numrene, men sammenligner det med karaoke. Den kom ind som nummer et på hitlisterne i Irland og Det Forenede Kongerige, og toppede som nummer tre i Australien og som nummer fire i både Canada og USA. Albummet er blevet certificeret platin i disse fem lande.

## Udvikling
Glee debuterede i Amerika på FOX den 19. maj 2009.  Serie skaberen Ryan Murphy planlage at inkludere 5 til 8 musical numre pr episode, og at frigive ledsagende soundtrack album hvert i et par måneder. I ugen op til udsendelsen af pilot episode , erklærede Murphy, at syv forskellige selskaber havde budt på rettighederne til seriens første soundtrack.  De kandidater blev indsnævret til fire selskaber. Fox skrev i sidste ende at under på en aftale med Columbia Records som følge af at formand Rob Stringer's tro på, at Glee ville være en succes.  Stringer værdsatte seriens brug af både klassisk og moderne popmusik. Han fastslog, at andre pladeselskaber undervurderet potentialet i Glee's musikalske udgivelser, som de er alle coverversioner . 
Murphy var ansvarlig for at vælge alle sangene på albummet, og søgte at opretholde en balance mellem showmelodier og hits.  Han blev overrasket over den lethed, hvormed brug af sange blev godkendt af pladeselskaberne, og forklarede: "Jeg tror, at nøglen til det er de elskede tonen i det. De elskede at dette show var om optimisme og unge børn. For det meste, at genfortolke deres klassikere for et nyt publikum."  Musiksupervisor P.J. Bloom fik rettighederne til sangen med deres respektive forlag, og musikproducer Adam Anders omarrangeret sporene for Glee's cast.  "Take A Bow" blev tilbudt til brug ved en reduceret licens sats,  som overraskede Murphy, som havde troet han ikke ville have råd til de rettigheder, da det havde været et hit for Rihanna. Neil Diamond havde en vis tilbageholdenhed at lave licens af "Sweet Caroline" til showet, og tilbagetrak licensen efter det allerede var blevet registreret. Bloom var i stand til at overbevise ham om at ændre sin afgørelse, og Diamond gik også med til lave licens på sin sang "Hello Again" til brug på showet på et senere tidspunkt. 
Stringer forventede ikke succes af Glee-skuespillernes single udgivelser, og anslog, at fire millioner eksemplarer ville blive solgt inden jul 2009. Han var usikker på, om de høje salgstal ville hjælpe eller hindre udgivelsen af Glee: The Music, Volume 1, og var som sådan, ivrig for dens udgivelse for at måle den fysiske og digitale marked respons. De 17 numre udvalgt til albummet blev anset blandt seriens mest populære, da Columbia og Fox har til formål at tiltrække tilfældige købere såvel som Glee fans. Geoff Bywater, leder af Fox' musik afdeling, forventes betydelige salg fra impulskøbere i detailbutikker.  Instrumental versioner af nogle sange blev inkluderet som bonusnumre, baseret på en trend af at fans genskaber de musikalske numre i hyldest til showet. 
I maj 2010 foretog Glee's skuespillere en amerikansk turné med titlen Glee Live! In Concert! , der udfører spor fra den første sæsons musikalske udgivelser. Fra Glee: The Music, Volume 1 var det "Don't Stop Believin', "Push It", "Sweet Caroline", "Defying Gravity", "Bust Your Windows" og "Dancing with Myself" der blev optaget på setlisten, med "Somebody to Love" som ekstranummer. 

## Modtagelse

### Kritisk respons
| Kilde                | Rating               | Ref.   |
| -------------------- | -------------------- | ------ |
| About.com            | ***--                | [ 1 ]  |
| allmusic             | 3,5 ud af 5 stjerner | [ 2 ]  |
| Billboard            | 85                   | [ 3 ]  |
| The Daily Telegraph  | ****-                | [ 4 ]  |
| Entertainment Weekly | (B)                  | [ 5 ]  |
| The Guardian         | ***--                | [ 6 ]  |
| IGN                  | 8.2/10               | [ 7 ]  |
| The Independent      | **---                | [ 8 ]  |
| Rolling Stone        | 2.5 af 5 stjerner    | [ 9 ]  |
| The Times            | **---                | [ 10 ] |

Metacritic gav albummet en Metascore - et vægtet gennemsnit baseret på det indtryk af otte kritiske anmeldelser - på 60 procent, som betyder blandede eller gennemsnitlige vurderinger.  Både Emma Wall fra The Daily Telegraph og Christopher John Farley fra The Wall Street Journal udtrykte godkendelse af korets arrangementer. I The Wall Street Journal gennemgang påpeges det dog , at nogle af de ballader mangler potens uden deres episodisk sammenhæng.  Farley værdsat de "følelsesmæssige baggrundshistorie", der gives til albummet fra tv-serien, skriver, at det ville "vække glade minder fra favoritepisoder" til Glee's fans.  Han synes at de bedre sange, at være dem, som ikke synes "for poleret", hvilket giver dem en karaoke appel.  Entertainment Weekly's Leah Greenblatt skrev, at soundtracket er hovedsagelig et karaokealbum, der beskriver sangene som "undskyldende oprigtig" -men mangler seriens undergravende wit, men med "en svimlende slags 'lad os lægge på en show' charme".  Billboard's Mikael Wood anså de mest succesfulde spor som dem, der synes mindst egnet til serien, såsom rock ballader "Don't Stop Believin'" og "Can't Fight This Feeling". Wood kommenterede, at "Take a Bow" og "Bust Your Windows" er også gode, men "mangler en vis hævn-fra-nørderne triumf." 
The Independent's Andy Gill var apatisk hen imod albummet, som han også anset den for "karaoke-pop".  Han roste Rileys udgave af "Bust Your Windows", som han kalder albummets "mest overbevisende øjeblik", men kritiserede Morrisons rap som "den mindst overbevisende [...] i indspilningshistorien."  Gill fandt Agrons cover af "You Keep Me Hanging On" at være "irriterende anonym", men ellers følte at albummet indeholdt lidt af noter, hverken positiv eller negative.  Jon Dolan fra Rolling Stone delt Gills meninger med hensyn til Morrisons rap og Rileys "Bust Your Windows", også anse "Don't Stop Believin'" som "et triumftog hvor hvilken som helst modstand er nytteløs . "  Dan Cairns fra The Times beskrev albummet som "music of catch-in-the-throat, quick-fix, talent-show emotion" og kalder det "unægtelig effektiv", men "fuldstændig kvalmende." 
Andrew Leahey fra Allmusic mente, at nogle af de medvirkende er bedre skuespillere end sangere, men gav særlig ros til Micheles sange, hvilket tyder på, at soundtracket er i høj grad et udstillingsvindue for hendes talent, og at hun overgår de fleste af de originale kunstnere.  IGN's Brian Linder beskrev albummet som havende "en tiltalende respektløs ånd, tramper det alvor ned, ligesom det begynder at overvælde." 
Linder er enige om, at Morrison ikke er excellent som en konferencier, men finder stadig fundet forsøg på rappe fornøjelig. Han har generelt godkendt af tracklisten, men fandt de ældre sange som "Sweet Caroline" og "Say a Little Prayer" mes mangler i resonans, og navngav "You Keep Me Hangin' On" som den svageste performance. Linder roste Riley og Micheles vokal, og de fleste nød coverne af "Somebody to Love" og "Keep Holding On", hvilket tyder på, at sidstnævnte overgår den oprindelige version.  Alexis Petridis fra The Guardian kommenterede, at albummet kræver en suspension af vantro, og tilskrev nogle negative anmeldelser fra amerikanske kritikere til deres manglende evne til at acceptere fantasi fra serien. Petridis kommenterede "Dancing With Myself", "Sweet Caroline", "Gold Digger", "Somebody to Love" og "Alone" positivt, men som med Gill og Linder uglesete "You Keep Me Hangin' On", som hun anså for intetsigende og kedeligt. Petridis skrev, at albummet ikke helt arbejde i sin egen stil, adskilt fra tv-serien, men konkluderede, at for lyttere er parate til at acceptere indbildskhed. Albummet lever næsten op til sin titel."

Glee: The Music, Volume 1 modtog en nominering i kategorien Best Compilation Soundtrack Album for a Motion Picture, Television or Other Visual Media til den 53. Grammy Awards. 

### Erhvervsmæssig ydeevne
Glee: The Music, Volume 1 debuterede som nummer fire på Billboard 200. Den solgte 113.000 eksemplarer i sin første uge efter udgivelsen  Den samme uge, debuterede albummet også som nummer to på Billboard Soundtracks hitliste, og når den øverste position den 1. maj 2010.  Den 9. september 2010 blev albummet certificeret platin af Recording Industry Association of America for salg eller downloads af millioner eller mere.  Pr. maj 2011, er der blevet solgt 1.169.000 eksemplarer i USA, og albummet har været på Billboard 200 for 73 uger.  I Det Forenede Kongerige, var albummet i top 75 tre uger før sin officielle udgivelse, på importsalg alene. Efter sin officielle udgivelse, debuterede det som nummer et med et salg på 62.000 ifølge The Official Charts Company. Det blev certificeret platin for 300.000 solgte eksemplarer af den British Phonographic Industry den 21. maj 2010.  I Australien toppede albummet som nummer tre,  og blev certificeret platin for 70.000 solgte eksemplarer af den Australian Recording Industry Association (ARIA) i 2009,  og modtog en 2x platin certificering fra ARIA i 2011. Det toppede som nummer fire i Canada,  og har været certificeret platin med 80.000 enheder solgt af den Canadian Recording Industry Association. Albummet også toppede som nummer et i Irland, otte i New Zealand, ni i Holland, 34 i både Østrig og Vallonien, 37 i Mexico, 48 i Schweiz, 69 i Spanien, 74 i Flandern, og 80 i Japan. 

## Singler
Hver af de sange, der indgår i Glee: The Music, Volume 1, bortset fra bonusnumrene, blev udgivet som singler, til rådighed for downloade. De udgivelser har gjort Glee Castet til det tiende cast at får et indtjeningsskema på Billboard Hot 100 i sin 51-årige historie.  Deres debutsingle "Don't Stop Believin'" blev kortlagt som nummer fem i Australien ,  nummer fire i USA og Irland ,  og nummer to i Storbritannien. I USA blev 177.000 eksemplarer af sangen solgt i sin første uge efter udgivelsen. Dens nummer fire debut overgik Journey's original, der toppede som nummer ni i 1981. Den oprindelige gengivelse solgt 42.000 eksemplarer i den uge, med en stigning på 48% i forhold til den foregående uge.  "Don't Stop Believin'" var også den albummets bedst sælgende single, og har solgt 1.005.000 eksemplarer i USA, en kombination af salg fra den oprindelige udgivelse (921.000) og genindtaleles for season finale (84.000). Det blev certificeret guld ved Recording Industry Association of America den 13. oktober 2009,  og platin ved Australian Recording Industry Association det følgende år. 
Den 22. oktober 2010, offentliggjorde Yahoo! Musik en liste over de tyve mest populære Glee sange, baseret på download-data fra Nielsen SoundScan. Af de 20 bedst sælgende singler, er otte inkluderet på Glee: The Music, Volume 1 : "Don't Stop Believin'", "Defying Gravity" (335.000 eksemplarer), "Somebody to Love" (315.000), "Sweet Caroline" (187.000), "Take A Bow" (181.000)," Keep Holding On "(166.000)," Taking Chances "(163.000), og" Alone "(159.000).  "Take a Bow" blev kortlagt som nummer 46 i USA, med 53.000 solgte eksemplarer i sin første uge efter udgivelsen.  Salg af den oprindelige Rihanna version steg med 189 procent efter sangen blev sunget i Glee episode Showmance". Salget af Queen versionen af "Somebody to Love" er steget fra 2.000 til 6.000 downloads efter frigivelsen af Glee's coverversion. 

## Trackliste
| Nr. | Tttel                                           | Skrevet af                                                                                                   | Original(e) musik(er)                                 | Længde |
| --- | ----------------------------------------------- | --- | ----------------------------------------------------- | ------ |
| 1.  | "Don't Stop Believin'"                          | Jonathan Cain, Steve Perry og Neal Schon                                                                     | Journey                                               | 3:50   |
| 2.  | "Can't Fight This Feeling"                      | Kevin Cronin                                                                                                 | REO Speedwagon                                        | 3:29   |
| 3.  | "Gold Digger"                                   | Kanye West, Ray Charles, Renald Richard                                                                      | Kanye West feat. Jamie Foxx                           | 3:00   |
| 4.  | "Take a Bow"                                    | Ne-Yo, Tor Erik Hermansen, Mikkel Storleer Eriksen                                                           | Rihanna                                               | 3:35   |
| 5.  | "Bust Your Windows"                             | Jazmine Sullivan, Salaam Remi, DeAndre Way                                                                   | Jazmine Sullivan                                      | 4:19   |
| 6.  | "Taking Chances"                                | Kara DioGuardi, David A. Stewart                                                                             | Celine Dion                                           | 3:55   |
| 7.  | "Alone" (featuring Kristin Chenoweth)           | Billy Steinberg, Tom Kelly                                                                                   | Heart                                                 | 3:40   |
| 8.  | "Maybe This Time" (featuring Kristin Chenoweth) | John Kander & Fred Ebb                                                                                       | Liza Minnelli i filmen Cabaret                        | 2:57   |
| 9.  | "Somebody to Love"                              | Freddie Mercury                                                                                              | Queen                                                 | 4:43   |
| 10. | "Hate on Me"                                    | Jill Scott, Adam Blackstone, Steve McKie                                                                     | Jill Scott                                            | 3:30   |
| 11. | "No Air"                                        | James Fauntleroy II, Eric "Blue Tooth" Griggs, Harvey Mason, Jr., Damon Thomas, Steve Russell, Michael Scala | Jordin Sparks og Chris Brown                          | 4:23   |
| 12. | "You Keep Me Hangin' On"                        | Holland-Dozier-Holland                                                                                       | The Supremes                                          | 2:40   |
| 13. | "Keep Holding On"                               | Avril Lavigne, Lukasz Gottwald                                                                               | Avril Lavigne                                         | 4:04   |
| 14. | "Bust a Move"                                   | Marvin Young, Matt Dike, Michael Ross                                                                        | Young MC                                              | 4:24   |
| 15. | "Sweet Caroline"                                | Neil Diamond                                                                                                 | Neil Diamond                                          | 1:58   |
| 16. | "Dancing with Myself"                           | Billy Idol, Tony James                                                                                       | Generation X/Billy Idol                               | 3:10   |
| 17. | "Defying Gravity"                               | Stephen Schwartz                                                                                             | Idina Menzel, Kristin Chenoweth, og staben bag Wicked | 2:21   |

| 18. | "I Say a Little Prayer" | Burt Bacharach, Hal David | Dionne Warwick | 1:40 |

| 18. | "I Wanna Sex You Up"            | Dr. Freeze                       | Color Me Badd                          | 2:06 |
| 19. | "I Could Have Danced All Night" | Frederick Loewe, Alan Jay Lerner | Julie Andrews i musicalen My Fair Lady | 1:23 |
| 20. | "Leaving on a Jet Plane"        | John Denver                      | John Denver                            | 4:03 |

| 18. | "Take a Bow" (Glee Cast karaoke version)       | Ne-Yo, T.E. Hermansen, M.S. Eriksen | Rihanna                     | 3:35 |
| 19. | "Gold Digger" (Glee Cast karaoke version)      | West, Charles, Richard              | Kanye West feat. Jamie Foxx | 3:00 |
| 20. | "Somebody to Love" (Glee Cast karaoke version) | Mercury                             | Queen                       | 4:43 |

## Medvirkende
| - Adam Anders - arrangør, lydteknk, producer, soundtrack producent, vokal - Dianna Agron - vokal - Peer Åström - lydteknk producentsammenslutninger - David Bett - art direction, mixer, design - PJ Bloom - music supervisor - Geoff Bywater - udøvende ansvaret for musik - Kristin Chenoweth - vokal - Chris Colfer - vokal - Kamari Copeland - vokal - Tim Davis - arrangør, vokal entreprenør, vokal - Dante Di Loreto - executive producer - Lamont Dozier - komponist - Brad Falchuk - executive producer - Emily Gomez - vokal - Heather Guibert - koordinering - Nikki Hassman - vokal - Jeannette Kaczorowski - cover design - Robin Koehler - koordinering - James Levine - producer | - David Loucks - vokal - Meaghan Lyons - koordinering - Chris Mann - vokal - Dan Marnien - ingeniør - Maria Paula Marulanda - art direction, design - Kevin McHale - vokal - Freddie Mercury - komponist - Lea Michele - vokal - Cory Monteith - vokal - Matthew Morrison - vokal - Ryan Murphy - producent, soundtrack producent - Ryan Peterson - ingeniør - Zac Poor - vokal - Jasper Randall - vokal - Amber Riley - vokal - Mark Salling - vokal - Louie Teran - mastering - Jenna Ushkowitz - vokal - Windy Wagner - vokal |

## Hitlister og certificeringer
| Hitliste (2009)             | Top position | Ref.   |
| --------------------------- | ------------ | ------ |
| Australsk Albumhitliste     | 3            | [ 33 ] |
| Canandisk Albumhitliste     | 4            | [ 36 ] |
| Mexicansk Albumhtliste      | 37           | [ 33 ] |
| New Zealand's Albumhitliste | 8            | [ 33 ] |
| USA Billboard 200           | 4            | [ 36 ] |

| Hitliste (2010)                  | Top position | Ref.   |
| -------------------------------- | ------------ | ------ |
| Belgisk Albumhitliste (Wallonia) | 34           | [ 33 ] |
| Dutch Albumhtliste               | 9            | [ 33 ] |
| Irish Albums Chart               | 1            | [ 53 ] |
| Spansk albumhitlste              | 69           | [ 33 ] |
| UK Albums Chart                  | 1            | [ 44 ] |
| US Billboard Soundtracks         | 1            | [ 27 ] |

| Hitliste (2011)                   | Top position | Ref.   |
| --------------------------------- | ------------ | ------ |
| Østrigsk Albumhitliste            | 34           | [ 33 ] |
| Belgisk Albumshitliste (Flanders) | 69           | [ 33 ] |
| French Albums Chart               | 52           | [ 54 ] |
| Tysk Albumhitliste                | 21           | [ 55 ] |
| Italiensk Compilations Chart      | 13           | [ 56 ] |
| Japansk Albumshitliste            | 80           | [ 38 ] |
| Polsk Albumhitliste               | 47           | [ 57 ] |
| Swiss Albums Chart                | 48           | [ 33 ] |

| Hitlister (2009)           | Rang | Ref.   |
| -------------------------- | ---- | ------ |
| Australsk Album Hitliste   | 40   | [ 58 ] |
| New Zealand Album Hitliste | 38   | [ 59 ] |
| USA Billboard 200          | 183  | [ 60 ] |

| Hitlister (2010)          | Rang | Ref.   |
| ------------------------- | ---- | ------ |
| Australisk Album Hitliste | 31   | [ 61 ] |
| Canadisk Album Hitliste   | 27   | [ 62 ] |
| Irsk Album Hitliste       | 11   | [ 63 ] |
| European Top 100 Albums   | 68   | [ 64 ] |
| Mexican Albums Chart      | 54   | [ 65 ] |
| UK Albums Chart           | 22   | [ 66 ] |
| US Billboard 200          | 23   | [ 67 ] |
| US Billboard Soundtracks  | 2    | [ 68 ] |

### Certifikationer
| Land           | Udbyder | Certifikation | Ref.   |
| -------------- | ------- | ------------- | ------ |
| Australien     | ARIA    | 2x Platin     | [ 35 ] |
| Canada         | CRIA    | Platin        | [ 37 ] |
| Irland         | IRMA    | 3x Platinum   | [ 69 ] |
| New Zealand    | RIANZ   | Platinum      | [ 70 ] |
| Storbritannien | BPI     | Platinum      | [ 32 ] |
| USA            | RIAA    | Platinum      | [ 28 ] |

## Udgivelser
| Land           | Udgivelsesdato    | Format(er)                | Ref.          |
| -------------- | ----------------- | ------------------------- | ------------- |
| Sydafrika      | 2. November 2009  | Compact Disc (CD)         | [ 71 ]        |
| Canada         | 3. november 2009  | CD, Digital download (DD) | [ 72 ] [ 73 ] |
| Holland        | 3. november 2009  | CD, DD                    | [ 74 ] [ 75 ] |
| Mexico         | 3. november 2009  | CD, DD                    | [ 76 ] [ 77 ] |
| New Zealand    | 3. november 2009  | CD, DD                    | [ 78 ] [ 79 ] |
| USA            | 3. november 2009  | CD, DD                    | [ 80 ]        |
| Australien     | 6. november 2009  | CD, DD                    | [ 81 ] [ 82 ] |
| Belgien        | 6. november 2009  | CD                        | [ 83 ]        |
| Brasilien      | 20. november 2009 | CD, DD                    | [ 84 ] [ 85 ] |
| Japan          | 15. december 2009 | CD                        | [ 86 ]        |
| Irland         | 4. januar 2010    | CD, DD                    | [ 87 ] [ 88 ] |
| Taiwan         | 15. januar 2010   | CD                        | [ 89 ]        |
| Storbritannien | 15. februar 2010  | CD, DD                    | [ 90 ]        |
| Spanien        | 16. marts 2010    | CD, DD                    | [ 91 ] [ 92 ] |
| Italien        | 26. januar 2011   | CD, DD                    | [ 93 ]        |